# Christian Ahlefeldt-Laurvig
 Der er flere personer med dette navn, se Christian Ahlefeldt-Laurvig (flertydig).
Christian Johan Frederik lensgreve Ahlefeldt-Laurvig(en) (31. juli 1844 på Lille Mørkegård – 28. august 1917 på Tranekær Slot) var en dansk politiker, godsejer, kammerherre og hofjægermester.

## Biografi
Han var søn af lensgreve Frederik Ahlefeldt-Laurvig (død 1889) og hustru Mathilde f. komtesse Schulin (død 1885). Han besad Grevskabet Langeland og Stamhuset Ahlefeldt, var formand for Magleby Sogneråd 1869-78; medlem af Svendborg Amtsråd 1877-95, Landstingsmand for 6. Landstingskreds fra 1883; medlem af Rigsretten 1907, formand for de samvirkende Landboforeninger i Fyens Stift; tidligere formand for Langelands landøkonomiske. Forening og for Langelandsbankens bankråd; i bestyrelsen for The Crown Butter Export Company og var i en årrække formand for Kongelig Dansk Yachtklub. Han var Kommandør af 1. grad af Dannebrogordenen og Dannebrogsmand.
Han var gift med komtesse Johanne Ahlefeldt-Laurvig, f. 11. maj, datter af baron Ferdinand Wedell-Wedellsborg og hustru Eleonore f. komtesse Bille-Brahe.